# دنده‌های کوتاه
دنده‌های کوتاه (انگلیسی: Short ribs) یا گوشت دنده کوتاه برشی از گوشت گاو از نواحی سرسینه، گردن، دم‌سینه یا دنده گاو گوشتی است. این گوشت شامل جزء کوچکی از استخوان دنده و گوشت اطراف می‌باشد که دارای ضخامت‌های مختلفی هستند. دو گونه اصلی از برش گوشت وجود دارد: «فلانکن» (flanken) و «انگلیسی».

## انواع دنده‌های کوتاه

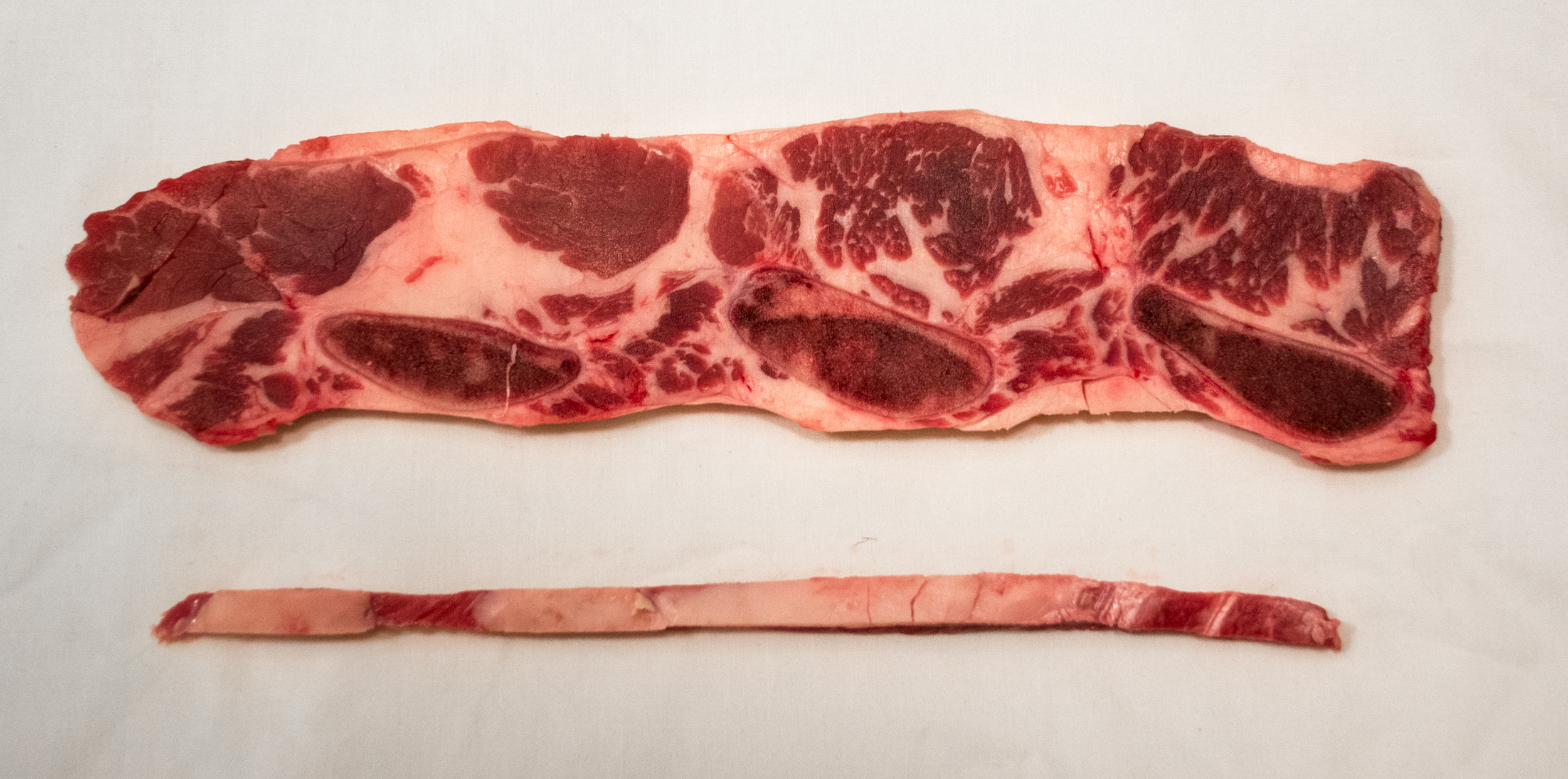
گوشت دنده‌های کوتاه با فرم برش فلانکن.

ریچارد سی. بانفیلد، مدیر اجرایی بسته‌بندی گوشت به این نکته اشاره می‌کند که اصطلاح «دنده‌های کوتاه» برگرفته از این واقعیت است که این برش گوشت تنها شامل یک جزء از یک دنده بلند گوشت گاو است.
با بهره‌گیری از فهرست واژه‌های قصاب‌های آمریکایی، گوشت دنده‌های کوتاه ممکن است برگرفته از نواحی سرسینه، گردن، دم‌سینه یا دنده گاو گوشتی باشد. 